# Дикая утка (пьеса)
«Ди́кая у́тка» — драма в пяти действиях Генрика Ибсена. Премьера состоялась 9 января 1885 года в Бергенском театре (реж. Гуннар Хейберг), затем шла в театрах Христиании (11 января того же года), Гельсингфорсa (16 января), Ольборга (25 января), Стокгольма («Драматен», 30 января), Копенгагена и других скандинавских городов. Пьеса была издана на русском языке под названием «Семейство Экдаль» в 1892 году.

## Действующие лица
- Верле, крупный коммерсант, фабрикант и т. д.
- Грегерс Верле, его сын.
- Старик Экдал.
- Ялмар Экдал, сын старика, фотограф.
- Гина Экдал, жена Ялмара.
- Хедвиг, их дочь, четырнадцати лет.
- Фру Берта Сербю, заведующая хозяйством у Верле.
- Реллинг, врач.
- Молвик, бывший богослов.
- Гроберг, бухгалтер.
- Петтерсен, слуга Верле.
- Йенсен, наемный лакей.
- Рыхлый и бледный господин.
- Плешивый господин.
- Близорукий господин.
- Шестеро прочих господ, гостей Верле.
- Несколько наемных лакеев.

## Значительные постановки
- 1891 — «Свободный театр», Париж (пер. А. Эфраима и Г. Линденбурга, реж. А. Антуан; Верле — Аркийер, Грегерс Верле — Гран, Ялмар Экдал — Антуан, Гине — Франс, Хедвиг — м-ль Мерис)
- 1888 — Резиденц-театр, Берлин
- 1891 — Compagnia Comica Italiana Novelli-Leigheb (Милан, Италия; реж. Э. Новелли)
- Афины (1893)
- 1894 — Teatr Miejski (Краков, Польша; реж. Й. Котарбински)
- 1894 — Independent Theatre Society, Лондон (реж. Дж. Т Грейн; 1925)
- 1897 — Deutsches Theater. В 1901 г. в постановке Э. Лессинга ( в роли старика Экдала — М. Рейнхардт)
- 1898 — Копенгаген. По случаю семидесятилетия Ибсена спектакль с Бетти Геннингс в роли Хедвиг.
- 1956 — Институт Пратт, Нью-Йорк (1956)
- 1958 — Норвежский передвижной театр
- 1961 — Театр «Рекамье», Париж

Среди исполнителей роли Ялмара Экдаля — Ф. Миттервурцер и Ж. Питоев.

## Постановки в России
- 1894 — Труппа Ф. Бока (на немецком языке; Петербург).
- 19 сентября 1901 — Московский художественный театр. Реж. К. С. Станиславский и А. А. Санин, худ. В. А. Симов. В ролях: Верле — В. А. Вишневский, Кошеверов, Грегерс Верле — М. А. Громов, старик Экдал — А. Р. Артем, В. Ф. Грибунин, Ялмар Экдал — В. И. Качалов, Гина — Е. П. Муратова, Хедвиг — Л. Гельцер, Берта Сербю — Е. М. Раевская, Реллинг — А. А. Санин, Молвик — И. А. Тихомиров, Михайловский, Гроберг — А. Л. Загаров, Петерсон — Баранов, Йенсен — Кошеверов, Балле — Г. С. Бурджалов, Касперсен — В. В. Лужский, Флор — В. Э. Мейерхольд, А. И. Адашев).
- Одесский театр (1902)
- «Наш театр», Петербург (1913)

## Экранизации
- 1963 — «Дикая утка» (Норвегия). Режиссёр Танкред Ибсен (внук автора). В ролях: Туре Фосс, Ларс Нордрюм, Ула Шсене, Хенки Колстад, Венке Фосс.
- 1970 — «Дикая утка» (Норвегия). Режиссёр Арилд Бринкманн (Brinchmann). В ролях: Георг Лёккеберг, Эспен Шёнберг, Ингольф Рогде, Тур Стокке.
- 1984 — «Дикая утка» (Австралия). Реж. Г. Сафран. В ролях: Л. Ульман (Гина), Дж. Айронс и др.
- 1989 — «Дикая утка» (телевизионный фильм-спектакль). Реж. Бу Видерберг. В ролях: С. Скарсгард, Т. фон Брёмсен, П. Эстергрен, П.Аугуст и др.